# Kräftan (stjärnbild)
För andra betydelser, se Kräftan.
 Kräftan (Cancer på latin) är en relativt liten stjärnbild på ekliptikan. Den ligger mellan Tvillingarna i medurs riktning och Lejonet moturs. Den är en av de 88 moderna stjärnbilderna som erkänns av den Internationella Astronomiska Unionen.

## Historik
Kräftan var en av de 48 konstellationerna som listades av den antike astronomen Ptolemaios i hans samlingsverk Almagest.

## Mytologi
Stjärnbilden ska föreställa den kräfta, som skickades av gudinnan Hera för att hindra hjälten Hercules från att döda hydran. Den nöp också honom hårt i foten, så att han blev skadad.
Enligt myten finns konstellationen i ett område som är stjärnfattigt, för att inte Kräftans klor ska kunna ställa till med skada.

## Stjärnor

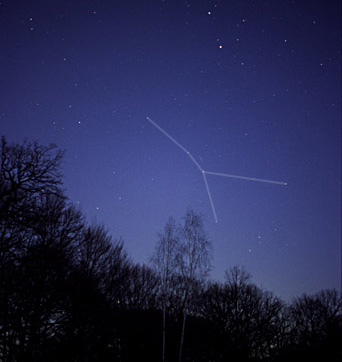
Stjärnbilden Kräftan (Cancer) som den kan ses med blotta ögat.

- α - Alfa Cancri (Acubens, Al Zubanah, Sertan) är bara den fjärde ljusstarkaste stjärnan i Kräftan, trots att den fått Bayer-beteckningen alfa. Dess magnitud varierar mellan 4,20 och 4,27.
- β - Beta Cancri (Al Tarf) är ljusstarkast, med magnitud 3,5.
- δ - Delta Cancri (Asellus Australis) är en orange jättestjärna med magnitud 3,94. Den är också känd för sitt alternativa namn, Arkushanangarushashutu, vilket är det längsta av alla officiella egennamn på stjärnor. Det betyder ”den sydöstra stjärnan i kräftan/krabban” på babyloniska.
- γ - Gamma Cancri (Asellus Borealis) är en vit jätte med magnitud 4,66.
- Zeta Cancri (Tegmine) är en multipelstjärna som består av minst fyra stjärnor. Den kombinerade ljusstyrkan är 4,67.

## Djuprymdsobjekt

### Stjärnhopar

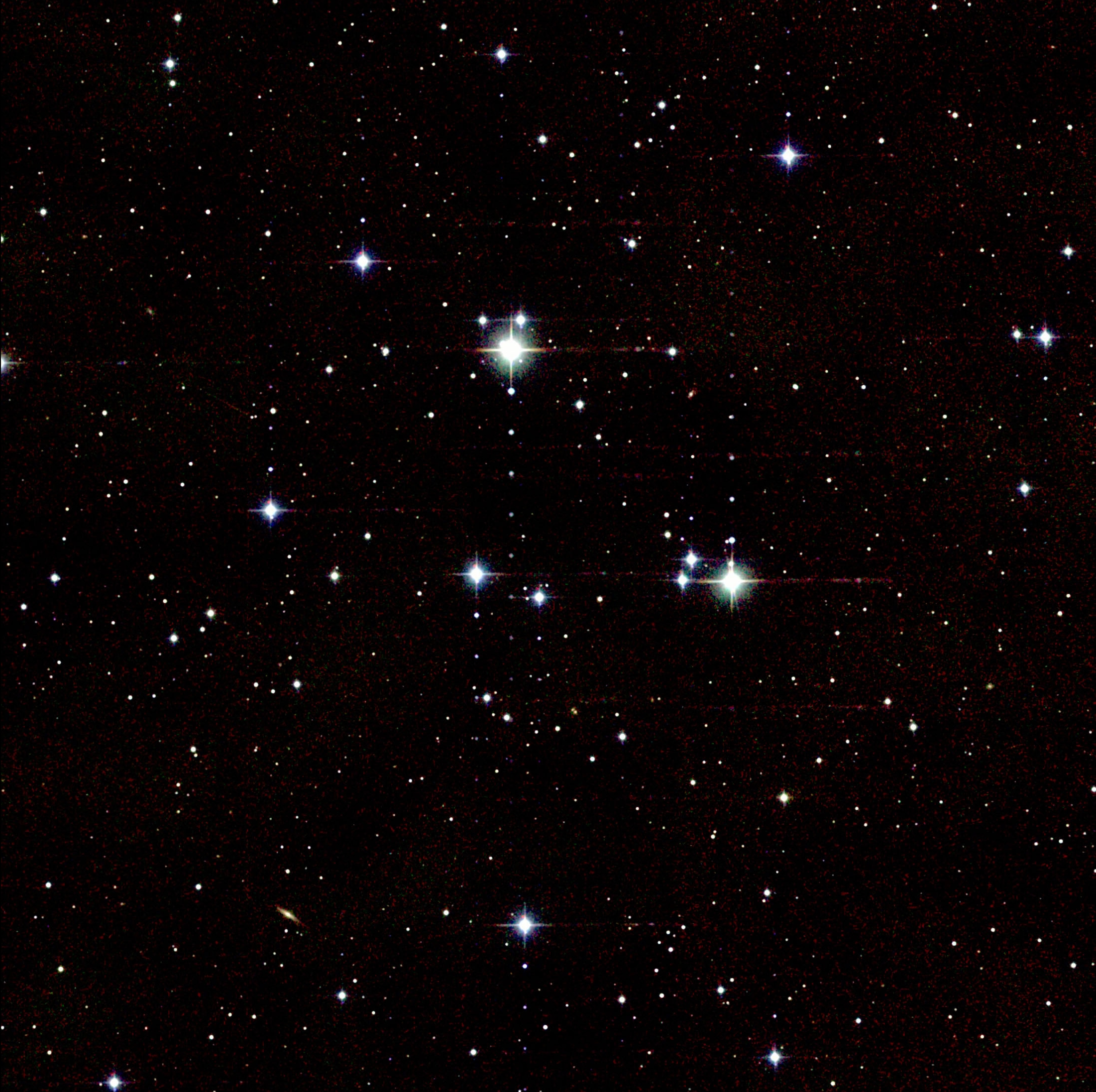
Stjärnhopen M44 eller ”Bikupan”.

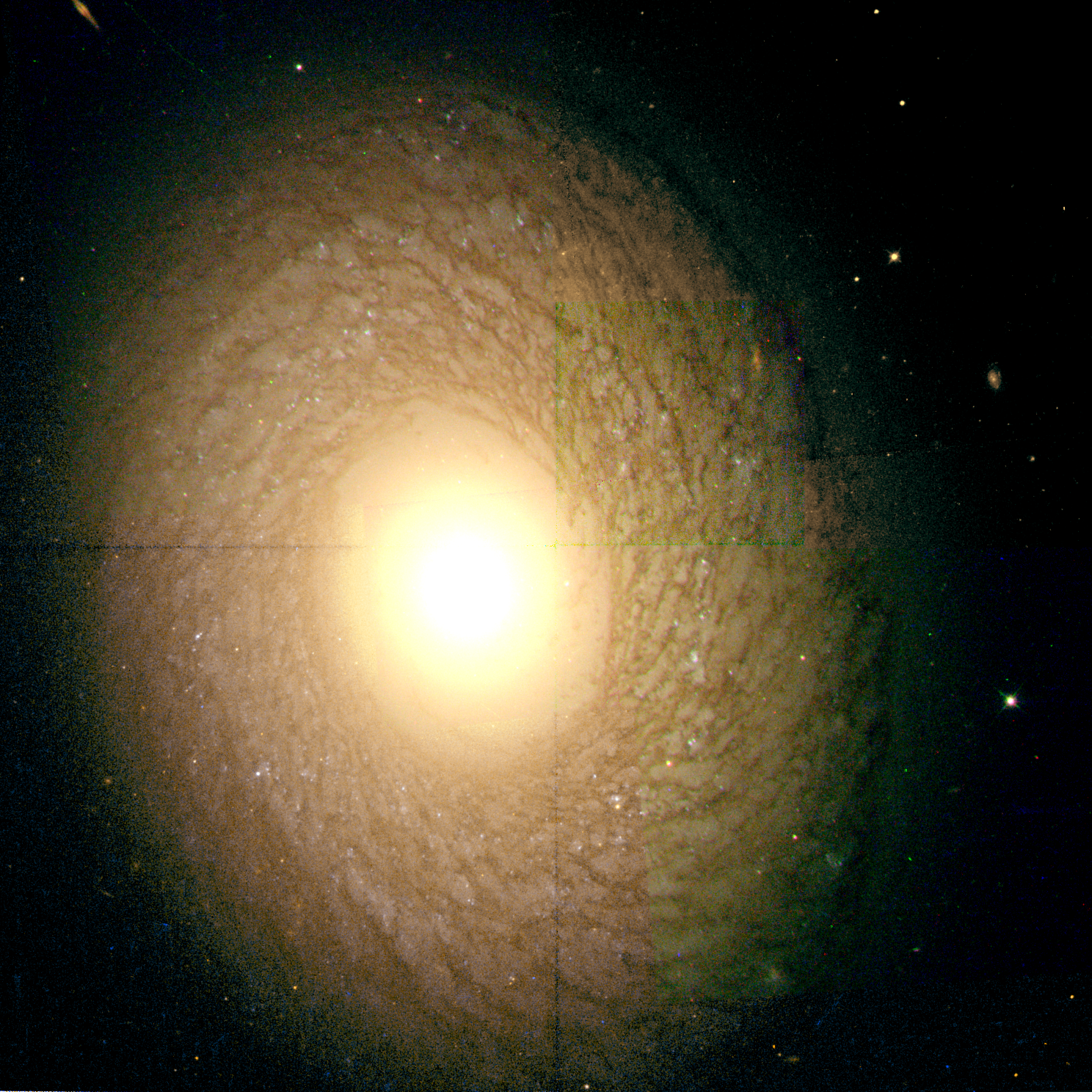
Galaxen NGC 2775.

- Messier 44 (Praesepe, Bikupan, NGC 2632) är en öppen stjärnhop som vid bra förhållanden syns tydligt för blotta ögat, med magnitud 3,7. Den observerades redan av Ptolemaios, som kallade den en ”nebulös massa i Kräftans bröst”. Stjärnhopen innehåller mer än ettusen stjärnor.
- Messier 67 (NGC 2682) är också en öppen stjärnhop, med magnitud 6,1.

### Galaxer
- NGC 2536 är en stavgalax.
- NGC 2775 (Caldwell 48) är en spiralgalax på 55,5 miljoner ljusårs avstånd.

Abell 31 är en planetarisk nebulosa på ett avstånd av 2000 ljusår.